# Stalley

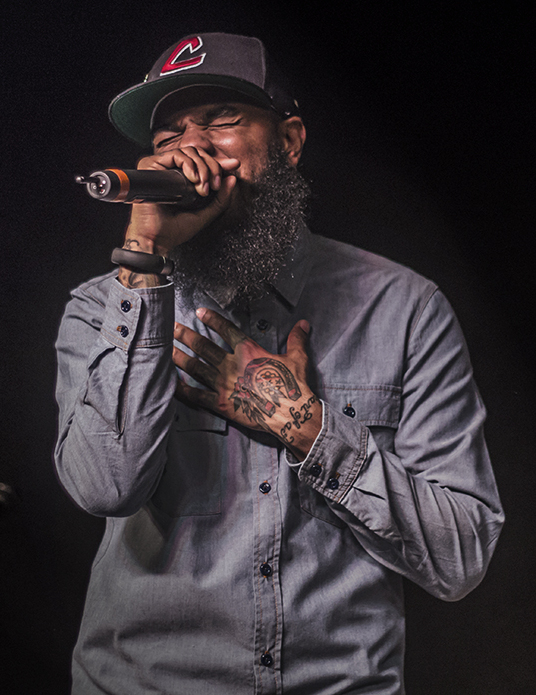
Stalley 2012 bei einem Auftritt in London, Ontario

Stalley, wirklicher Name Kyle Myricks (geboren im Oktober 1982 in Massillon, Ohio), ist ein US-amerikanischer Rapper.

## Biografie
Myricks wuchs in seiner Geburtsstadt Massillon auf und spielte dort an der Highschool Basketball. Auf Grund seiner Fähigkeiten bekam er Sportstipendien von verschiedenen Colleges angeboten, bevor ihn Verletzungen zurückwarfen. Dennoch machte er einen Abschluss in Anglistik an der Long Island University in Brooklyn.
Unter dem Namen Stalley gab er 2008 sein Debüt als professioneller Musiker auf dem Mixtape Goin’ Ape von Terry Urban. Anschließend veröffentlichte er 2009 mit MadStalley: The Autobiography ein weiteres Mixtape und hatte 2010 einen Gastauftritt auf dem Album Pilot Talk von Curren$y. Daraufhin wurde er von Rick Ross für dessen Label Maybach Music unter Vertrag genommen. Im Februar 2011 erschien darüber mit Lincoln Way Nights erneut ein Mixtape von Stalley, mit dem er seine ersten Erfolge erzielen konnte: zunächst wurde das Werk zum kostenfreien Download angeboten und mehrere hunderttausend Mal abgerufen, woraufhin es neu abgemischt, kostenpflichtig bei iTunes eingestellt und 4.000 Mal verkauft wurde.
Auf der im Mai 2011 erschienenen Kompilation von Maybach Music, Self-Made, Vol. 1 war er genau so vertreten wie auf den beiden Nachfolgern und den beiden Rick-Ross-Werken Rich Forever und God Forgives, I Don’t. 2012 folgte ein weiteres Mixtape von Stalley, Savage Journey to the American Dream, bevor er 2013 die nur digital verfügbare EP Honest Cowboy herausgab.
Sein Debütalbum erschien schließlich im Oktober 2014, in der Woche seines Geburtstags, unter dem Titel Ohio. Es konnte sich auf Position 35 der Billboard 200 platzieren und sich darin eine weitere Woche auf dem 186. Rang halten.
Im Folgenden widmete sich Stalley wieder Mixtapes. 2015 erschien The Laughing Introvert und 2016 Saving Yusuf.
Im Sommer 2017 wurde sein zweites Album, New Wave, veröffentlicht.

## Diskografie

### Alben
| Jahr | Titel    | Höchstplatzierung, Gesamtwochen, AuszeichnungChartsChartplatzierungen (Jahr, Titel, Platzierungen, Wochen, Auszeichnungen, Anmerkungen) | Anmerkungen                              |
| Jahr | Titel    | US | Anmerkungen                              |
| ---- | -------- | --- | ---------------------------------------- |
| 2014 | Ohio     | US35 (2 Wo.)US | Veröffentlichungsdatum: 28. Oktober 2014 |
| 2017 | New Wave | US—US | Veröffentlichungsdatum: 28. Juli 2017    |

### EPs
- 2013: Honest Cowboy

### Mixtapes
- 2009: MadStalley: The Autobiography
- 2011: Lincoln Way Nights
- 2012: Savage Journey to the American Dream
- 2015: The Laughing Introvert
- 2016: Saving Yusuf